# Arthur Fox
Arthur George Fox (Cowes, Wight-sziget, 1878. szeptember 9.  –  Los Angeles, Kalifornia, 1958. augusztus 17.) angol születésű olimpiai ezüstérmes amerikai tőr- és kardvívó.